# Meyrals
Meyrals is een gemeente in het Franse departement Dordogne (regio Nouvelle-Aquitaine) en telt 710 inwoners (2022). De plaats maakt deel uit van het arrondissement Sarlat-la-Canéda.

## Geografie
De oppervlakte van Meyrals bedraagt 18,1 km², de bevolkingsdichtheid is 25,9 inwoners per km².
De onderstaande kaart toont de ligging van Meyrals met de belangrijkste infrastructuur en aangrenzende gemeenten.

## Demografie
Onderstaande figuur toont het verloop van het inwonertal (bron: INSEE-tellingen).